# Blues Saraceno
Blues Saraceno (ur. 17 października 1971 w Hartford) – amerykański gitarzysta, wokalista, kompozytor oraz producent muzyczny.

## Życiorys
Kiedy Saraceno był jeszcze nastolatkiem, jego menadżer wysłał taśmę demo piosenkarzowi Michaelowi Boltonowi, który zdecydował się zaangażować go do zagrania w piosence na album Cher Heart of Stone. Na płycie pojawili się także muzycy tacy jak Peter Cetera, Bonnie Tyler, Desmond Child i inni. Jego demo trafiło następnie do czasopisma „Guitar for the Practicing Musician". Magazyn, który miał założyć nową wytwórnię płytową, zaproponował Saraceno kontrakt płytowy i tak w 1989 ukazała się jego pierwszy album Never Look Back.
Pracował przy wielu programach telewizyjnych dla różnych stacji, a także reklamach zarówno w USA, jak i poza nią. Zajmował się także produkcją i nagrywaniem dla Music Libraries i innych artystów.
W 1994 dołączył do zespołu Poison jako gitarzysta. Odbył z nimi jedną trasę muzyczną i nagrał jeden album Crack a Smile... and More!. W 2000 założył zespół Transmission OK, z którym nagrał wyłącznie jeden album The Sky, the Stars and the Great Beyond....

## Wybrana dyskografia

### Albumy solowe
- Never Look Back (1989)
- Plaid (1992)
- Hairpick (1994)
- The Best of Blues Saraceno (2000)
- Dangerous (2016)
- Dark Country 4 (2016)
- The Devil You Know - EP (2018)

### Razem z Poison
- Crack a Smile... and More! (2000)

### Razem z Transmission OK
- The Sky, the Stars and the Great Beyond...